# Olympische Sommerspiele 1984/Teilnehmer (Zypern)
| Gelbes Symbol für Goldmedaillen mit stilisierten Olympischen Ringen | Graues Symbol für Silbermedaillen mit stilisierten Olympischen Ringen | Braundes Symbol für Bronzemedaillen mit stilisierten Olympischen Ringen |
| ------------------------------------------------------------------- | --------------------------------------------------------------------- | ----------------------------------------------------------------------- |
| —                                                                   | —                                                                     | —                                                                       |

Zypern nahm an den Olympischen Sommerspielen 1984 in Los Angeles, USA, mit einer Delegation von 10 Sportlern (10 Männer) teil.
Fahnenträger bei der Eröffnungsfeier war der Leichtathlet Marios Kassianidis.

## Teilnehmer nach Sportarten

### Judo
- Ioannis Kougialis
Halbmittelgewicht: 20. Platz

- Kostas Papakostas
Mittelgewicht: 18. Platz

### Leichtathletik
- Dimitrios Araouzos
Weitsprung: 30. Platz in der Qualifikation

- Filippos Filippou
Marathon: DNF
3000 Meter Hindernis: Halbfinale

- Marios Kassianidis
10.000 Meter: Vorläufe
Marathon: 62. Platz

### Radsport
- Spyros Agrotis
Straßenrennen: DNF

### Schießen
- Petros Kyritsis
Mixed Skeet: 13. Platz

- Anastasios Lordos
Mixed Trap: 47. Platz

- Dimitrios Papakhrisostomou
Mixed Trap: 35. Platz

- Mikhalakis Tymbios
Mixed Skeet: 69. Platz